# Armande Béjart
Armande Grésinde Claire Élisabeth Béjart là một diễn viên hài kịch người Pháp, sinh ra vào cuối năm 1642 và mất vào ngày 30/11/1700 ở Paris. Một số nguồn tin cho biết bà là con gái của Madeleine Béjart, một số người khác cho rằng, có khả năng bà là em út của Madeleine Béjart.
Gia nhập sớm vào đoàn diễn của Molière, bà kết hôn với ông vào năm 1662.
Sau cái chết của Molière, bà tập hợp các diễn viên kịch cũ của nhà hát Cung Điện Hoàng Gia và nhà hát Marrais, ca ngợi họ ở sảnh khách sạn Guénégaud và ngày 23/5/1673. Ngày 31/5/1677, bà kết hôn lần thứ hai với diễn viên kịch Guérin của dòng họ Estriché. Là hội viên hội nghệ sĩ nhà hát kịch Comédie-Française từ khi nó mới thành lập, bà rời khỏi nhà hát vào năm 1694 với khoản tiền trợ cấp là 1000 bảng. Ngôi nhà mà Armande Béjart thu được ở Meudon vào năm 1676 trở thành Bảo tàng Nghệ thuật và Lịch sử.